# Regeringen Valls I
Regeringen Valls I var den 37:e regeringen under den femte franska republiken och leddes av Manuel Valls. Regeringen bestod av 15 ministrar från Socialistiska partiet (PS) och två från Parti Radical de Gauche (PRG). Den tillträdde 31 mars 2014 och efterträddes av regeringen Valls II 27 augusti samma år. Detta var den tredje regeringen som deklarerats av president François Hollande och den ersatte regeringen Ayrault.

## Ministrar
|  | Titel                                                                             | Namn                   | Parti |  |
|  | --------------------------------------------------------------------------------- | ---------------------- | ----- |  |
|  | Premiärminister                                                                   | Manuel Valls           | PS    |  |
|  | Utrikesminister                                                                   | Laurent Fabius         | PS    |  |
|  | Miljö- och energiminister                                                         | Ségolène Royal         | PS    |  |
|  | Utbildningsminister                                                               | Benoît Hamon           | PS    |  |
|  | Justitieminister                                                                  | Christiane Taubira     | PRG   |  |
|  | Finansminister                                                                    | Michel Sapin           | PS    |  |
|  | Ekonomiminister med ansvar för produktivitet och digitala frågor                  | Arnaud Montebourg      | PS    |  |
|  | Socialminister                                                                    | Marisol Touraine       | PS    |  |
|  | Arbetsmarknadsminister                                                            | François Rebsamen      | PS    |  |
|  | Försvarsminister                                                                  | Jean-Yves Le Drian     | PS    |  |
|  | Inrikesminister                                                                   | Bernard Cazeneuve      | PS    |  |
|  | Minister med ansvar för kvinnors rättigheter, urbanitet, ungdomsfrågor och idrott | Najat Vallaud-Belkacem | PS    |  |
|  | Reform, decentraliserings- och förvaltningsminister                               | Marylise Lebranchu     | PS    |  |
|  | Kultur- och kommunikationsminister                                                | Aurélie Filippetti     | PS    |  |
|  | Jordbruksminister Regeringens talesperson                                         | Stéphane Le Foll       | PS    |  |
|  | Territorie- och bostadsminister                                                   | Sylvia Pinel           | PRG   |  |
|  | Minister med ansvar för Frankrikes utomeuropeiska områden                         | George Pau-Langevin    | PS    |  |